# 前山寨城墙
前山寨城墙，位于中国广东省珠海市香洲区前山街道旧城区前山中学旁。前山寨城墙'始建于明代天启元年（1621年），清康熙五十六年（1717年），扩建为规整城池。现存北墙136米，南墙20余米。1986年5月13日，列入珠海市文物保护单位。